# Хойс-Кнапп, Элли
Элли Хойс-Кнапп (также Элли Хейс-Кнапп, Элизабет Элеонора Анна Юстина Хойс-Кнапп, нем. Elisabeth Eleonore Anna Justine „Elly“ Heuss-Knapp; 25 января 1881, Страсбург — 19 июля 1952, Штутгарт) — германский общественный деятель, супруга первого федерального президента ФРГ Теодора Хойса.

## Биография
Элли Кнапп — дочь экономиста Георга Фридриха Кнаппа и его супруги Лидии Коргановой (Корганашвили). Вскоре после рождения дочери у матери Элли было обнаружено психическое заболевание и оставшуюся жизнь она провела в санаториях. Элли и её старшая сестра Марианна воспитывались отцом, который преподавал в Страсбургском университете. В 1899 году Элли Кнапп сдала экзамен на учителя и с 1900 года работала в страсбургской школе для девочек. В 1905 году она изучала экономику во Фрайбургском и Берлинском университетах, затем начала выступать с политическими докладами.
Вернувшись в Берлин после Первой мировой войны, Элли, как и ее муж, была кандидатом от либеральной Германской демократической партии (DDP) на немецких федеральных выборах 1919 года, решительно подчеркивая избирательное право женщин. С годами Элли все больше интересовалась теологическими вопросами и с 1922 года стала активно участвовать в протестантской общине Отто Дибелиуса в Берлине.
После прихода к власти Гитлера Элли Хойс-Кнапп был выдан запрет на публичные выступления, а её мужу было запрещено работать по профессии. В их доме собирались жертвы и противники национал-социалистической диктатуры. В это время Элли Хойс-Кнапп занялась литературной деятельностью и работала в рекламе, обеспечивая семью. Хойс-Кнапп считается изобретательницей рекламного джингла как акустического товарного знака компании в радиорекламе, которая до неё состояла лишь в прочтении газетных рекламных сообщений. На эту идею Хойс-Кнапп оформила патент и использовала джингл для многих компаний и товаров: Nivea, Erdal, Kaffee Hag, Blaupunkt и Persil.
В 1946—1949 годах Элли Хойс-Кнапп была депутатом ландтага Вюртемберг-Бадена, сначала от Демократической народной партии, позднее от Свободной демократической партии, и работала в политическом комитете, занимаясь вопросами школьного питания и перегруженностью школьных классов.
Вместе со своим мужем, она была одним из соучредителей Европейского движения в Германии в июне 1949 года и была вице-президентом организации. 31 января 1950 года она публично объявила о создании организации «Общество охраны здоровья матери» по охране материнского здоровья, которая до сих пор находится под патронажем жен немецких президентов.
Элли Хойс-Кнапп умерла 19 июля 1952 года, в университетской клинике в Бонне и была похоронена на Штутгартском кладбище Вальдфридхоф.

## Личная жизнь
В 1908 году Элли Кнапп вышла замуж за журналиста Теодора Хойса, у них родился сын Эрнст Людвиг (1910—1967).

## Сочинения
- Elly Heuss-Knapp: Bürgerkunde und Volkswirtschaftslehre für Frauen (1910).
- Elly Heuss-Knapp: Schmale Wege, Verlag Wunderlich, 1946
- Georg Friedrich Knapp, Elly Heuss-Knapp: Eine Jugend. Deutsche Verl.-Anst.; Auflage: 2., erw. Aufl. (1947)
- Elly Heuss-Knapp: Ausblick vom Münsterturm. Erinnerungen. Verlag R. Wunderlich, Tübingen 1984, ISBN 3-8052-0086-2
- Elly Heuss-Knapp, Margarethe Vater: Bürgerin zweier Welten . Verlag Wunderlich, 1961